# باوژی
باوژی (به لاتین: Baoji) یک شهر مرکزی در جمهوری خلق چین است که در شاآنشی واقع شده‌است.

## خصوصیات
باوژی ۱۸٬۷۱۲ کیلومترمربع مساحت و ۳٬۷۱۶٬۷۳۱ نفر جمعیت دارد و ۵۷۰ متر بالاتر از سطح دریا واقع شده‌است.

## خواهرخوانده
شهرهای البلنگ و بوزائو خواهرخوانده‌های باوژی هستند.